# Bunheiro
Bunheiro es una freguesia portuguesa del concelho de Murtosa, con 24,60 km² de superficie y 2.707 habitantes (2001). Su densidad de población es de 110,0 hab/km².